# 蕭璟
蕭璟（6世纪—638年），梁明帝蕭巋和皇后张氏之子。封臨海王。

## 生平
开皇七年（587年），隋文帝欲廢除西梁政权，派遣崔弘度率軍前往江陵，義興王蕭瓛、安平王蕭巖投奔陳朝，西梁後主蕭琮與其他西梁宗室、官吏被帶往長安。
入隋後，蕭璟歷任朝請大夫、尚衣奉御、宕渠郡太守。唐朝时，蕭璟歷任秘书监、太府卿、国子祭酒、礼部尚书，封蘭陵縣開國公。唐太宗曾问他在隋朝能常见到萧皇后（蕭璟的同母姐）吗，他说皇后的儿女都不常见，臣是何人，怎么能得见呢。
貞觀十二年（638年），蕭璟去世，謚號康公。

## 家族
- 子：蕭鑒（？－653年），字玄明，官至朝议郎、行右卫府长史，襲封蘭陵縣開國公[1]。夫人虞秀姚（611年－664年），字思礼，虞世南之女[2]。
  - 孫：蕭愔，朝议郎、行晋州冀氏县令，襲封蘭陵縣開國公[2]。
- 子：智证，出家為僧[3]。

### 書目
- 《周書卷四十八‧列傳第四十》
- 《隋書卷七十九‧列傳第四十四 外戚》

### 引用
1. 1 2 3  《大唐故右卫长史骑都尉兰陵县公萧君（鑒）墓誌铭并序》：“父璟，梁临海王，随宕渠太守，大唐太府卿、国子祭酒、礼部尚书、兰陵康公。……十有二年，康公薨背。公泣血三年，杖而後起。……廿年，袭封兰陵县开国公……以永徽四年岁次壬子二月癸未朔十三日乙末，春秋□□，薨于雍州长安县之归德乡义安里第。”
2. 1 2  《大唐故行右卫长史兰陵公夫人虞氏（秀姚）墓誌铭并序》：“夫人讳秀姚，字思礼，會稽餘姚人也……父南，皇朝弘文馆学士、秘书大□、永兴县开国公，赠礼部尚书，谥文懿公。以麟德元年六月廿六日遘疾，卒於長安崇賢里第，春秋五十有四。……嗣子朝议郎、行晋州冀氏县令袭兰陵公愔……”
3. ↑  《续高僧传》卷第二十八：“又弟智证，出家同住，即宋公之兄太府卿之子也。”